# Erazim
Erazim (německy Erasmus) je osada, část obce Mutěnín v okrese Domažlice v Plzeňském kraji. Nachází se asi 1,5 kilometru východně od Mutěnína. Jsou zde evidovány čtyři adresy. V roce 2011 zde trvale žili tři obyvatelé.
Erazim leží v katastrálním území Mutěnín o výměře 7,39 km².

## Historie
První písemná zmínka o vesnici pochází z roku 1839.

## Obyvatelstvo
| Rok            | 1869 | 1880 | 1890 | 1900 | 1910 | 1921 | 1930 | 1950 | 1961 | 1970 | 1980 | 1991 | 2001 | 2011 | 2021 |
| -------------- | ---- | ---- | ---- | ---- | ---- | ---- | ---- | ---- | ---- | ---- | ---- | ---- | ---- | ---- | ---- |
| Počet obyvatel | 32   | 49   | 48   | 48   | 56   | 52   | 49   | 44   | 20   | 19   | 9    | 7    | 4    | 3    | 1    |
| Počet domů     | 8    | 8    | 9    | 9    | 8    | 9    | 10   | 8    | 8    | 4    | 3    | 3    | 3    | 3    | 3    |

## Obecní správa
Při sčítání lidu v letech 1850–1985 Erazim byl osadou obce Mutěnín, se kterým patřil nejprve do okresu Horšovský Týn (v letech 1850–1910 Horšův Týn), ale od roku 1960 v okrese Domažlice. Od 1. července 1985 do 23. listopadu 1990 byl částí města Hostouň v okrese Domažlice. Od 24. listopadu 1990 je opět částí obce Mutěnín v okrese Domažlice.

## Další fotografie

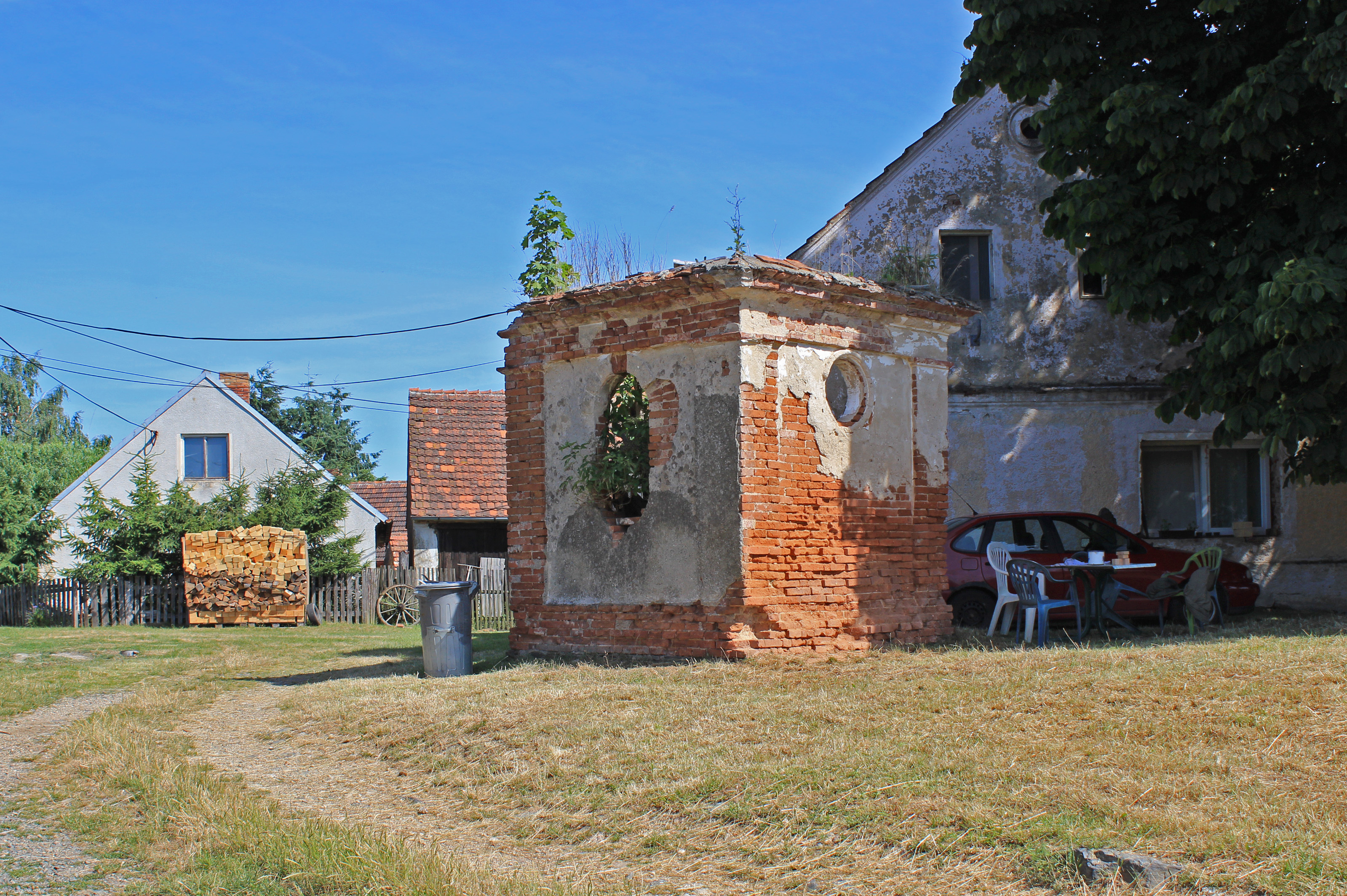
Zbytky kaple
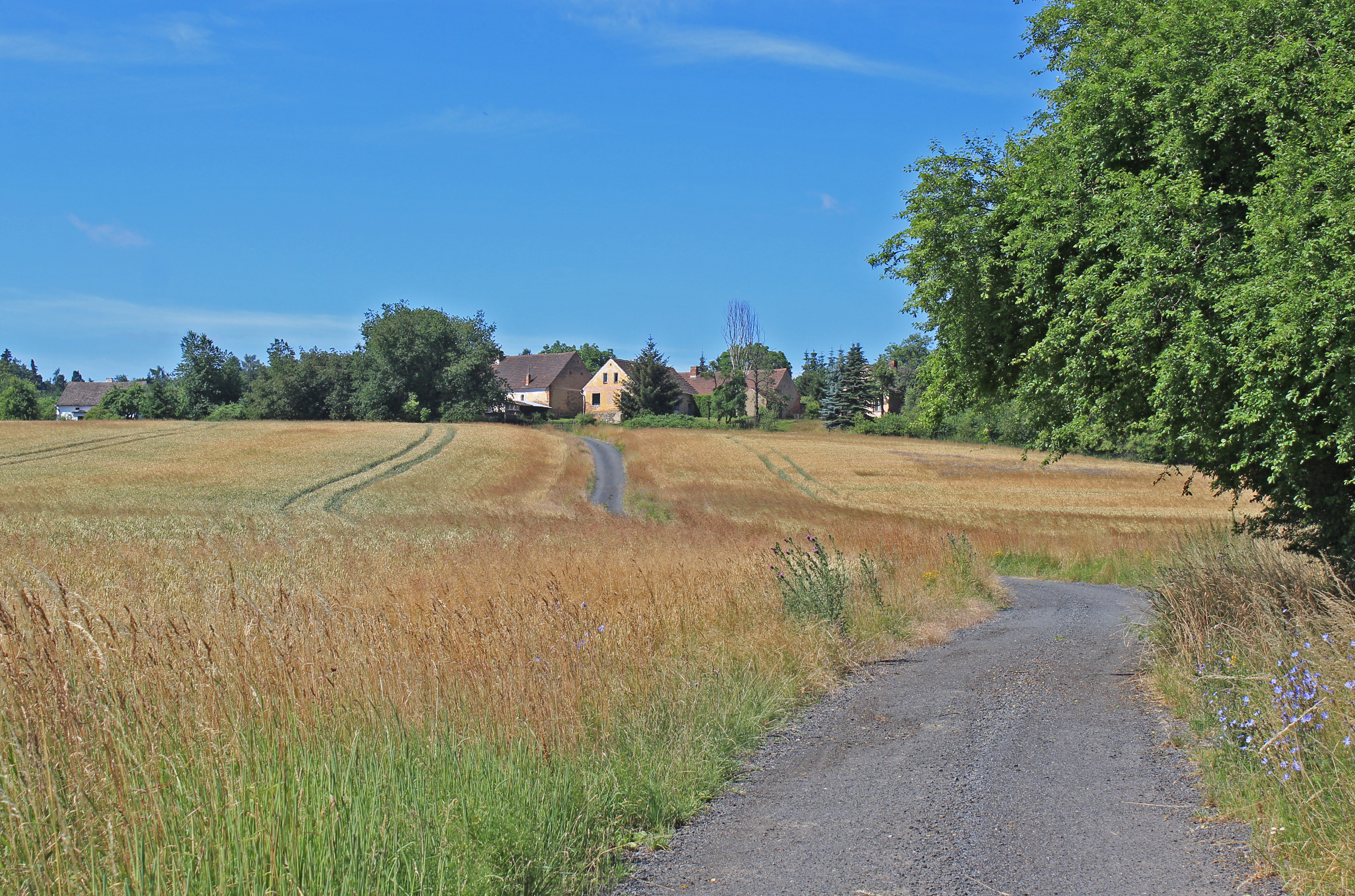
Jediná silnice k Erazimu
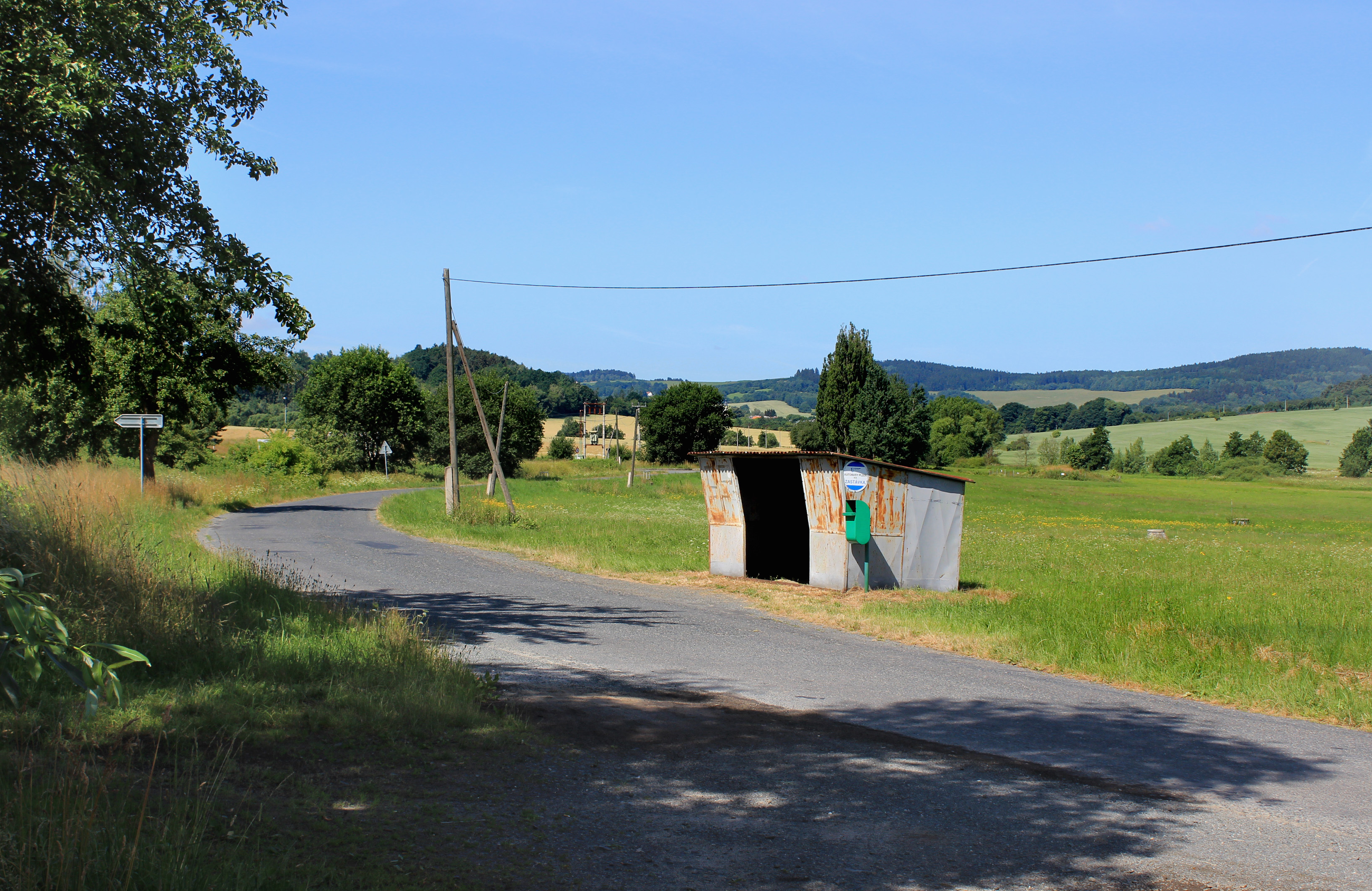
Zastávka na hlavní silnici